# 榎本公園
榎本公園（えのもとこうえん）は、北海道江別市工栄町にある公園。公園の名称は、かつて榎本武揚が開拓使から払い下げを受けて農場経営を行わせた土地であることに由来する。

## 碑

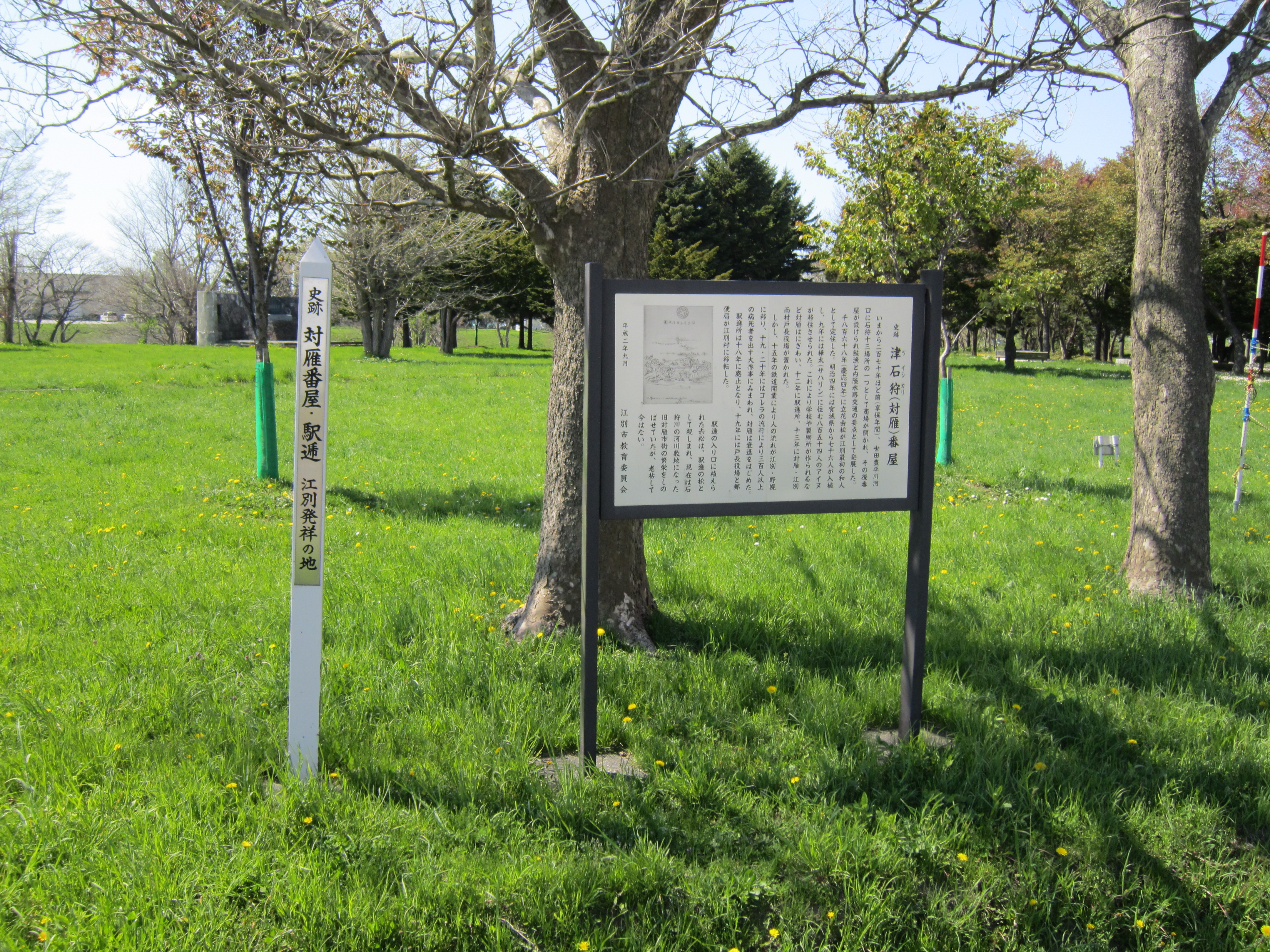
史跡 対雁番屋・駅逓 標柱
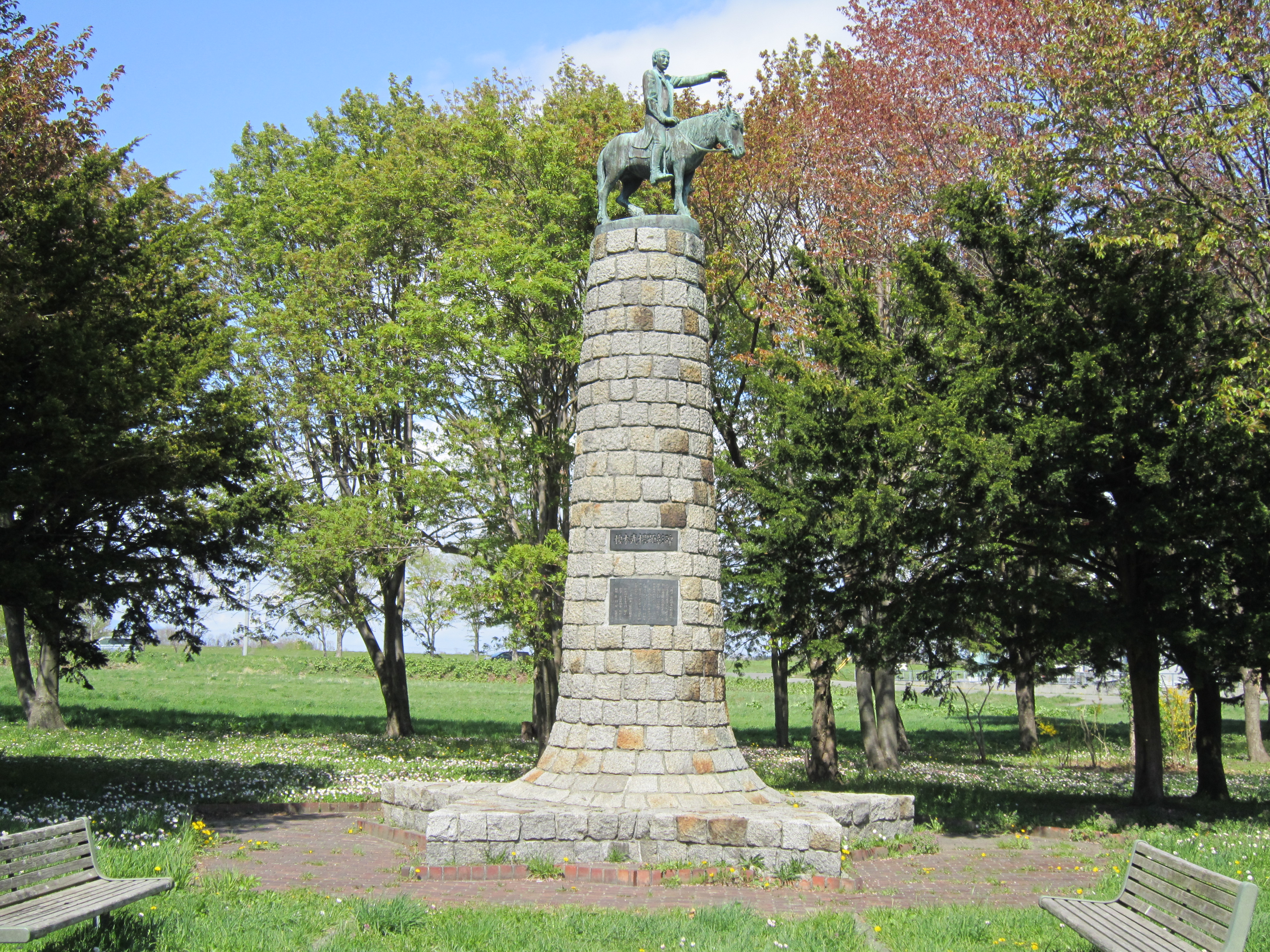
榎本武揚像
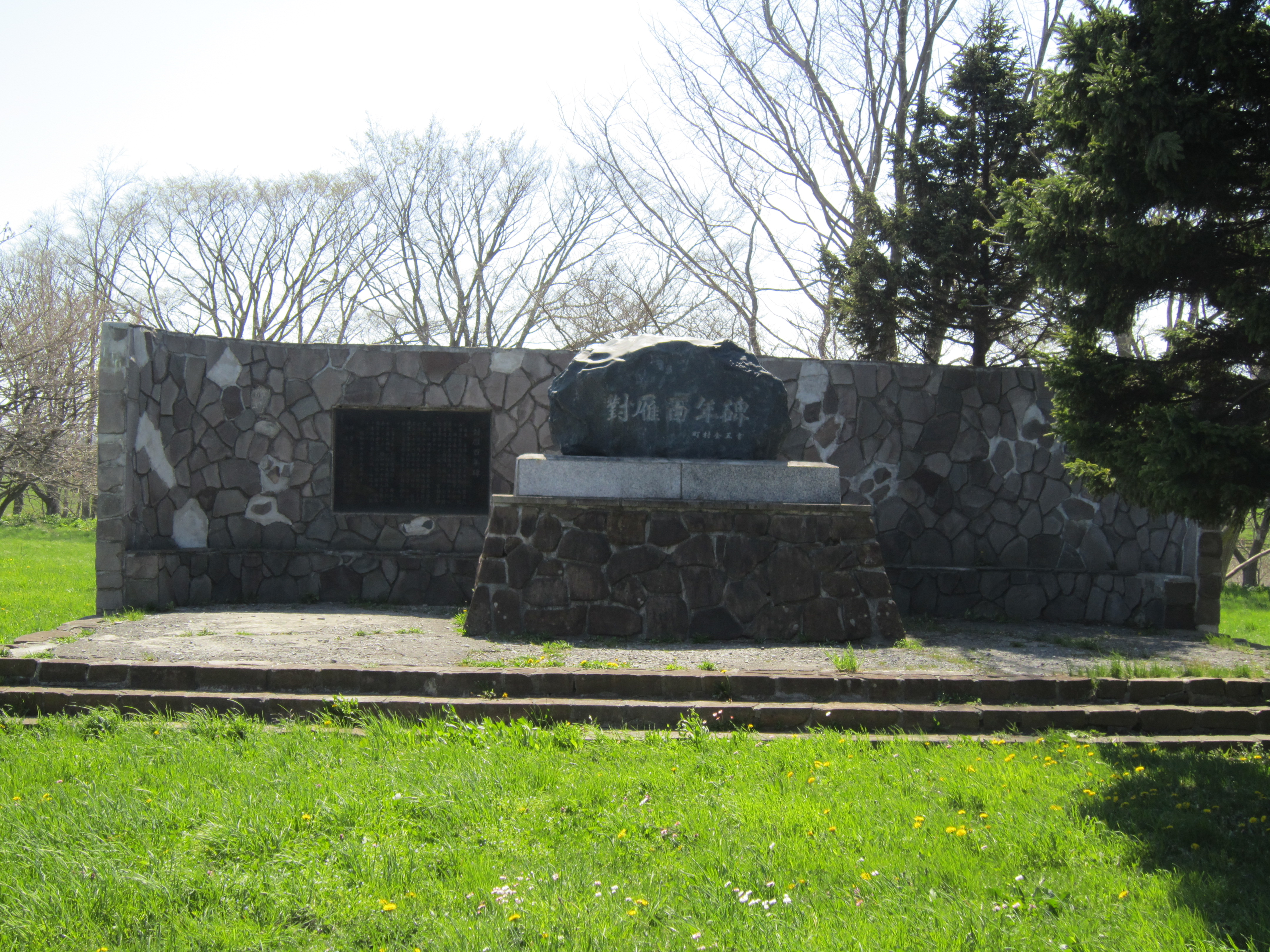
対雁百年碑

史跡 対雁番屋・駅逓 標柱
榎本公園一帯はかつて、豊平川が石狩川へと合流する水運の要衝であり、「津石狩（ついしかり）」と呼ばれた江別発祥の地である。地名の表記はやがて「対雁」へと変わり、番屋が設けられた。
しかし鉄道の敷設により、交通手段としての石狩川の重要性が薄れたため集落は移転し、この地は寂れた。
また豊平川も改修工事により流路を変え、残された旧水路が「世田豊平川」として公園の脇を流れるのみとなった。
榎本武揚像
石組みの円柱の上に設置された像で、榎本は道産子と思われる馬に騎乗している。
制作者は佐藤忠良。
対雁百年碑
1871年（明治4年）に宮城県からの入植者たちによって対雁村が開かれて以来100年が経過したことを記念して、1971年（昭和46年）に建立された。
この碑の中には、かつてこの地に所在した対雁神社の神体である自然石が埋め込まれている。
なお、対雁神社の額は江別市郷土資料館に保存されている。
- 史跡 対雁番屋・駅逓 標柱
- 榎本武揚像
- 対雁百年碑